# Nikolaj Bunge
Nikolaj Bunge (Mosca, 1823 – San Pietroburgo, 1895) è stato un economista e statista russo.
Membro della commissione per l'emancipazione dei servi (1859-60), fu ministro delle finanze dal 1881 creò una banca agraria per facilitare ai contadini l'acquisto della terra, e nel gennaio 1887 presidente dei ministri. Scrisse varie opere storico-economiche, tra cui una sulla legislazione commerciale di Pietro il Grande (1848) e un'altra sulla circolazione monetaria in Russia (1877).